# Fabián Espíndola
Fabián Espíndola (Villa de Merlo, 4 maggio 1985) è un ex calciatore argentino, di ruolo attaccante.

## Carriera

### Club

#### Argentina e Ecuador
Ha iniziato la sua carriera professionistica nel 2005 con il Boca Juniors, con cui ha giocato sei partite, ma senza vincere nessuna di esse. Nel 2006 viene ceduto al Talleres, in cui conta 13 presenze e un gol segnato. Nel 2006 si trasferisce all'Aucas, per poi passare al Deportivo Quito nel 2007.

#### Major League Soccer
Nel giugno del 2007 è stato acquistato dal Real Salt Lake, contemporaneamente ai suoi connazionali Matías Mantilla e Javier Morales. Ha segnato il suo primo gol contro il Kansas City Wizards.
In una partita contro il Los Angeles Galaxy il 6 settembre 2008, ha segnato un gol che è stato poi annullato perché in fuorigioco. Tuttavia, prima di aver visto la decisione finale dell'arbitro iniziò ad eseguire il backflip, la sua solita esultanza, ma cadde malamente sul suolo, provocandosi un infortunio che lo ha allontanato dai giochi per circa otto settimane.
Nel 2009 Espindola venne svincolato dal club, perché era in scadenza di contratto. Quindi si unì al club venezuelano del Deportivo Anzoátegui, segnando 3 gol in 5 partite. Tuttavia, nel mese di aprile del 2009 torna al Real Salt Lake, con cui vinse la MLS Cup nel mese di novembre dello stesso anno.
Il 3 dicembre 2012 passa ai New York Red Bulls.

## Palmarès

### Club
- Campionato MLS: 1

Real Salt Lake: 2009
- Eastern Conference: 1

Real Salt Lake: 2009